# Laguna Chioa
La laguna Chioa es un cuerpo de agua de Perú. Es de origen de herradura, un meandro abandonado, del río Ucayali. Se encuentra en el departamento de Ucayali. La laguna está a una altitud de 148 metros sobre el nivel del mar.